# Xenonemesia
Xenonemesia es un género de arañas migalomorfas de la familia Microstigmatidae. Se encuentra en Brasil, Uruguay y Argentina.

## Lista de especies
Según The World Spider Catalog 13.5:
- Xenonemesia araucaria Indicatti, Lucas, Ott & Brescovit, 2008
- Xenonemesia otti Indicatti, Lucas & Brescovit, 2007
- Xenonemesia platensis Goloboff, 1989